# Jan Stefani
Jan Stefani (ur. 1746 w Pradze, zm. 23 lutego 1829 w Warszawie) – czeski kompozytor i skrzypek działający w Polsce, dyrygent Opery Narodowej, wolnomularz.
Muzyk kształcił się u benedyktynów w Pradze. Po ukończeniu nauki został kapelmistrzem orkiestry pułkowej hrabiego Kinskiego. Zainteresowany karierą w Rzeczypospolitej, przybył w lutym 1779 na dwór króla Stanisława Augusta. Został zatrudniony na stanowisko koncertmistrza Teatru Narodowego w Warszawie w roku 1781. Wiadomo, że był pierwszym skrzypkiem na pewno do 1787, a prawdopodobnie do 1795, kiedy to rozwiązano zespół. Do orkiestry teatralnej wrócił w roli pierwszego skrzypka w 1799 (do 1818). Aż do śmierci pełnił równolegle, z przerwami, funkcję kapelmistrza katedry św. Jana w Warszawie.
Po przybyciu do Warszawy nawiązał szybko współpracę z innymi kompozytorami (również zagranicznymi) i aktorami, w tym z naczelnym animatorem Teatru Narodowego – Wojciechem Bogusławskim. Tak jak Maciej Kamieński i inni kompozytorzy, zainteresował się muzyką ludową. By jej słuchać, organizował wycieczki poza Warszawę. Stefani był kompozytorem pod silnym wpływem Mozarta i opèra comique. Istniała moda na melodie proste i przyjemne. Interesujące jest więc dla badaczy muzyki tego okresu przetwarzanie muzyki ludowej poprzez wykorzystywanie jej w muzyce poważnej. Tak Stefani skomponował wiele polonezów, mazurków i krakowiaków.
Był także twórcą mszy, oratoriów, a także jedenastu oper. Najbardziej znanym dziełem Stefaniego jest opera na podstawie libretta Wojciecha Bogusławskiego Cud mniemany, czyli Krakowiaki i Górale. Opera zawiera śmiałe nawiązania do muzyki ludowej (polonez, krakowiak, mazur, polka), proste i lekkie arie przypominające francuskie arie tego okresu, a także zupełnie mozartowskie fragmenty muzyczne (np. Vaudeville w drugim akcie). Opera wychodzi poza klasycyzm, a stanowi klasyczny przykład opery wiejskiej, idyllicznej. Dzieło, którego premiera odbyła się w 1794 roku, przyjęto z dziką euforią (nieustanne bisy, przeraźliwie hałasujący lud). W libretcie zakodowane są wyraźne pobudki powstańcze i antyzaborcze, dlatego pomimo sukcesu wystawiono ją tylko trzy razy. Karol Kurpiński wspominał tę operę jako wyjątkowo charakterystyczną i nowatorską (sam skomponował własną jej wersję – Zabobon, czyli Krakowiacy i Górale). Jednak poza zasłoną antyzaborczej euforii dopiero dzisiaj znawcy muzyki klasycyzmu zachwycają się twórczymi rozwiązaniami muzycznymi (przetwarzanie muzyki ludowej, wyniesienie poloneza i mazura do formy wyższej). Po odnalezieniu tej opery przez Leona Schillera mówi się o niej jako o pierwszej operze narodowej. Inne opery Stefaniego, jak Król w kraju rozkoszy, Drzewo zaczaytrowane i Frozyna, to kompozycyjnie mniej śmiałe, choć wyraziste. Spoczywa na cmentarzu Powązkowskim w Warszawie (kw. 181-4-23).
Żoną Jana Stefaniego była Fryderyka de Monter (ślub przed 1791). Mieli przynajmniej sześcioro dzieci. Kazimierz Stefani (1791-1811) i Jan Franciszek Stefani (1797-1826) byli skrzypkami w orkiestrze operowej. Eleonora Stefani (1802-1831) była śpiewaczką operową, a Józef Andrzej Stefani – dyrygentem i kompozytorem.